# دوبیگنویو
دوبیگنویو (به لاتین: Dobiegniew) یک شهر و گمینا در لهستان است که در گمینا دوبیگنگو واقع شده‌است. دوبیگنویو ۵٫۶۹ کیلومتر مربع مساحت و ۳٬۱۸۷ نفر جمعیت دارد.